# Șadurka, Hadeaci
Șadurka (în ucraineană Шадурка) este un sat în comuna Martînivka din raionul Hadeaci, regiunea Poltava, Ucraina.

## Demografie
Componența lingvistică a localității Șadurka
     Ucraineană (98,57%)
     Maghiară (1,43%)
Conform recensământului din 2001, majoritatea populației localității Șadurka era vorbitoare de ucraineană (98,57%), existând în minoritate și vorbitori de maghiară (1,43%).